# Donovan Peoples-Jones
Donovan Peoples-Jones (Detroit, 19 febbraio 1999) è un giocatore di football americano statunitense che milita nel ruolo di wide receiver per i Detroit Lions della National Football League (NFL).

## Carriera

### Cleveland Browns
Peoples-Jones al college giocò a football con i Michigan Wolverines dal 2017 al 2019. Fu scelto nel corso del sesto giro (187º assoluto) del Draft NFL 2020 i Cleveland Browns. Nella settimana 7 contro i Cincinnati Bengals ricevette i primi tre passaggi per 56 yard dal quarterback Baker Mayfield, incluso il touchdown della vittoria a pochi secondi dal termine. La sua stagione da rookie si concluse con 14 ricezioni per 304 yard e 2 touchdown in 12 presenze.
Nel tredicesimo turno della stagione 2022 Peoples-Jones fu premiato come miglior giocatore degli special team della AFC della settimana grazie a un punt ritornato per 76 yard in touchdown nella vittoria sugli Houston Texans.

### Detroit Lions
Il 31 ottobre 2023 Peoples-Jones fu scambiato con i Detroit Lions per una scelta del sesto giro del Draft 2025.

## Palmarès
- Giocatore degli special team della AFC della settimana: 1

13ª del 2022